# Dichrostachys paucifoliolata
Dichrostachys paucifoliolata är en ärtväxtart som först beskrevs av Scott-elliot, och fick sitt nu gällande namn av Emmanuel Drake del Castillo. Dichrostachys paucifoliolata ingår i släktet Dichrostachys och familjen ärtväxter. Inga underarter finns listade i Catalogue of Life.